# Maurice Lemoine
Pour les articles homonymes, voir Lemoine.
Maurice Lemoine, né en 1944, est un journaliste et écrivain, rédacteur en chef de La Chronique d'Amnesty International de 1993 à 1996, avant de rejoindre le Monde diplomatique, dont il a également été le rédacteur en chef de 2006 à 2010.
Il est « spécialiste du monde Caraïbe et latino-américain ».

## Biographie
Il a été membre de la rédaction de la revue Autrement, producteur délégué aux Nuits Magnétiques sur France Culture, puis rédacteur en chef de La Chronique d'Amnesty International de 1993 à 1996.
Il est spécialiste de la situation politique latino-américaine. 
Il publie le 2 avril 2015 un livre sur les coups d’État en Amérique latine, Les enfants cachés du général Pinochet, précis de coups d’État et autres tentatives de déstabilisation aux éditions Don Quichotte. « Véritable enquête passionnante de 700 pages » selon L'Humanité, l'ouvrage « revient sur quasiment un siècle de tentatives des États-Unis pour contrôler ce qu’ils considèrent comme leur « arrière-cour ». Un livre nécessaire pour comprendre ce qui se joue en ce moment, alors que la volonté d’émancipation n’a jamais été aussi forte et partagée en Amérique latine ».

## Ouvrages
- Le cuir et le baston (1977)
- Leurs ancêtres les Gaulois... Le mal antillais (1979)
- Sucre amer. Esclaves aujourd'hui dans les Caraïbes, Paris, Encre, 1981, 291 p. (ISBN 2-86418-104-5) [3]; traduction en anglais : (en) Bitter sugar: slaves today in the Caribbean, Chicago, Banner Press, 1985, 308 p. (ISBN 9780916650186)[4].
- Un mec ou les mémoires d'un macho (1984)
- Les Cent portes de l'Amérique latine, Paris, Autrement, coll. « Enjeux et stratégies », 1988, 359 p. (ISBN 2-86260-273-6)[5]
- Andalousie, avec Nicole Czechowski, Autrement, 1989
- Les Cités interdites, Paris, Encre, 1987, 430 p. (ISBN 2-86418-293-9)[6]
- Antilles, espoirs et déchirements de l'âme créole (1989) avec Daniel Bastien
- Cuba, 30 ans de Révolution, Autrement, 1989[7]
- Amers Indiens, Syros/Alternatives, 1993
- Les Cheminots. Que reste-t-il de la grande famille ?, avec Georges Ribeill et Anna Malan, Syros, 1993
- L'esclavage, Casterman, 1997
- Les 100 portes de l'Amérique latine, Éditions de l'atelier/Éditions ouvrières, 1997
- Petit Cœur (1999) avec Élisabeth Brami
- La Dette. Roman de la paysannerie du nordeste brésilien, Nantes, L'Atalante, 2001[8]
- Amérique centrale  - Les naufragés d'Esquipulas (2002)
- Premier voyage en langue maya avec surréalistes à bord (2003) de Armand Gatti préfacé par Maurice Lemoine
- Chavez presidente!, Flammarion, 2005
- Cinq Cubains à Miami - Le roman de la guerre secrète entre Cuba et les États-Unis, Don Quichotte éditions, (2010)
- Sur les eaux noires du fleuve, Don Quichotte éditions, 2013
- Les enfants cachés du Général Pinochet. Précis de coups d'État modernes et autres tentatives de déstabilisation, Don Quichotte éditions, 2015
- Venezuela. Chronique d'une déstabilisation, Le Temps des cerises, 2019